# Coupe du monde junior des clubs de hockey sur glace
La Coupe du monde junior des clubs de hockey sur glace est un tournoi international disputé chaque année.
La première édition a lieu en 2011. L'épreuve est organisée par la Fédération internationale de hockey sur glace. Le tournoi a lieu traditionnellement fin août et début septembre. 

## Palmarès
| Édition | Vainqueur         | Finaliste               | Score    | Lieu                                            |
| ------- | ----------------- | ----------------------- | -------- | ----------------------------------------------- |
| 2011    | Krasnaïa Armia    | Energie Karlovy Vary    | 7-2      | Omsk                                            |
| 2012    | Wolves de Sudbury | Black Hawks de Waterloo | 2-0      | Omsk                                            |
| 2013    | Omskie Iastreby   | HPK Hämeenlinna         | 2-0      | Omsk                                            |
| 2014    | MHK Spartak       | Tolpar                  | 2-1 T.F. | Oufa                                            |
| 2015    | Djurgården Hockey | Tchaïka                 | 2-1      | Iekaterinbourg, Nijni Taguil, Verkhniaïa Pychma |
| 2016    | Loko              | MHC Reaktor             | 5-1      | Russie                                          |
| 2017    | Krasnaya Armiya   | Modo                    | 5-2      | Iekaterinbourg                                  |
| 2018    | Loko              | HV 71                   | 3-2      | Sotchi                                          |